# كارولين لي
كارولين لي (بالإنجليزية: Carolyn Leigh)‏ هي كاتِبة وكاتبة غنائية وملحنة وشاعرة أمريكية، ولدت في 21 أغسطس 1926 في ذا برونكس في الولايات المتحدة، وتوفيت في 19 نوفمبر 1983 في نيويورك في الولايات المتحدة بسبب نوبة قلبية.

## وصلات خارجية
- كارولين لي على موقع IMDb (الإنجليزية)
- كارولين لي على موقع ميوزك برينز (الإنجليزية)
- كارولين لي على موقع قاعدة بيانات برودواي على الإنترنت (الإنجليزية)
- كارولين لي على موقع إن إن دي بي (الإنجليزية)
- كارولين لي على موقع ديسكوغز (الإنجليزية)